# Консонантное письмо
Консона́нтное письмо́ (от лат. cōnsonāns, род. падеж cōnsonantis «согласный звук») — тип фонетического письма, передающий только или преимущественно согласные звуки.
В иностранной литературе системы консонантного письма называют также «абджадами» (англ. abjad; по названию алфавита в арабском языке — أبجد «абджад»). Термин «абджад» предложен Питером Дэниэлсом (англ.), наряду с «абугида». Под ним исследователь подразумевает собственно консонантное письмо, в то время как второй соответствует консонантно-слоговому.
Консонантное письмо зачастую является переходным от слогового письма к полностью фонетическому, однако удобнее последнего для использования в языках, основным морфологическим средством которых является аблаут, сохраняющий консонантный «скелет» корня, но с различающимися гласными (например, в семитских языках). 
Примерами полностью консонантного письма могут служить угаритская и финикийская письменности, примерами частично консонантного — современные еврейское и арабское письмо, содержащие знаки для некоторых гласных (матрес лекционис), примером слогового консонантного со связанными (не имеющими отдельного знака) гласными — индийский деванагари. Гласные, не выражаемые матрес лекционис, могут быть обозначены в тексте необязательными диакритическими знаками (огласовка).